# Ooctonus albiclavus
Ooctonus albiclavus (лат.) — вид паразитических насекомых-халицид (Chalcidoidea) из семейства Mymaridae. Эндемик Южной Африки.

## Распространение
Южная Африка (KwaZulu-Nata, Transvaal).

## Описание
Перепончатокрылые насекомые микроскопического размера тёмно-коричневого цвета. Длина тела около 1 мм (размеры самки — 922—1050 мкм). брюшка гладкое,  длина яйцеклада — 287—362 мкм, передние крылья — 1079—1169 мкм, задние крылья — 814—839 мкм. Жгутик усика самок содержит 8 члеников-флагелломеров, конечный членик самый крупный образует булаву (с педицеллюсом, аннулюсом и скапусом в усике 11 сегментов). Лапки 5-члениковые. Крылья с сильно редуцированным жилкованием, ячейки отсутствуют. Хозяин на котором паразитируют эти наездники неизвестен, но предположительно, как и другие виды своего рода они яйцевые паразитоиды равнокрылых насекомых (цикадок из семейств Cicadellidae и Cercopidae).

## Этимология
Вид был впервые описан в 2010 году американским энтомологом Джоном Губером (Huber, J. T.; Entomology Research Museum) и назван по белому цвету булавы усика.